# Nikola Pulić
Nikola Pulić (Bićine, 7. kolovoza 1926. – Zagreb, 30. prosinca 2005.) bio je hrvatski književnik.

## Životopis
Rodio se u Bićinama 1926., nedaleko od rijeke Krke i Prukljana gdje je proveo djetinjstvo. Rodni kraj napustio je za vrijeme rata, ali životna nit neraskidivo ga veže za zavičajem. Nakon rata došao je u Zagreb gdje je djelovao kao profesionalni književnik. Pisao je romane, pripovijetke, putopise, drame i filmske scenarije. Uz brojne knjige za odrasle, objavio je i niz knjiga za mladež.

## Djela
- "Krkom uzvodno" (1967.)
- "Procesija" (1969.)
- "Posljednja igra" (1971.)
- "Sinovi orjune" (1971.)
- "Zli brodovi"
- "Dolina zečeva"
- "Morska prašina"
- "Mlakarova ljubav"
- "Prpilova škola"
- "Ključić oko vrata"
- "Sablja Vuka Mandušića"
- "Strah me,mama"
- "Čuvari amfora"
- "Maksimirci"
- "Kormoran"
- "Panika u nacionalnom parku"
- "Ljubav na petom jezeru"

## Nagrade i priznanja
- Nagrada "Grigor Vitez" za romane "Posljednja igra" i "Ključić oko vrata"
- Nagrada "Ivana Brlić-Mažuranić" za romane "Mlakarova ljubav" i "Strah me,mama"